# Katsuhiko Nagata
Katsuhiko Nagata –en japonés: 永田克彦, Nagata Katsuhiko– (Togane, 31 de octubre de 1973) es un deportista japonés que compitió en lucha grecorromana.
Participó en dos Juegos Olímpicos de Verano, obteniendo la medalla de plata en Sídney 2000, en la categoría de 69 kg, y el 16.º lugar en Atenas 2004.
Ganó una medalla de oro en el Campeonato Asiático de Lucha de 2000.

## Palmarés internacional
| Juegos Olímpicos    | Juegos Olímpicos     | Juegos Olímpicos | Juegos Olímpicos |
| Año                 | Lugar                | Medalla          | Categoría        |
| ------------------- | -------------------- | ---------------- | ---------------- |
| 2000                | Sídney (Australia)   | Medalla de plata | 69 kg            |
| Campeonato Asiático |                      |                  |                  |
| Año                 | Lugar                | Medalla          | Categoría        |
| 2000                | Seúl (Corea del Sur) | Medalla de oro   | 69 kg            |